# تورية جوزة الطيب
تورية جوزة الطيب (الاسم العلمي:Torreya nucifera) هي نوع من النباتات تتبع جنس التورية من الفصيلة الطقسوسية.